# Дамдины Дэмбэрэл
Дамдины Дэмбэрэл (род. 15 апреля 1941, сомон Манхан, аймак Ховд, Монголия) — председатель Великого государственного хурала Монголии от МНП с 2008 года по 2012 год.

## Биография
В 1964 году окончил Школу экономики в Улан-Баторе по специальности «Экономика и технологии торговли». В 1977 г. окончил Академию общественных наук в Москве. До 1990 — на партийной и административной работе в МНРП. В 1990—1992 — 1-й секретарь комитета МНРП в аймаке Завхан. С 1992 г. — член Малого государственного хурала, и с тех пор постоянно избирался в монгольский парламент. Возглавлял фракцию МНРП в хурале в 1992—1994, в 2007—2008 — министр социального обеспечения.